# Powrót brata
W 2003 roku, nakładem Universal Music Polska, ukazała się nowa, solowa płyta Kuby Sienkiewicza – zatytułowana Powrót brata. Zawierała piosenki autorskie Kuby Sienkiewicza i Jacka Wąsowskiego, a także trzy utwory ze słowami Jacka Bojakowskiego, do których Kuba Sienkiewicz napisał muzykę, w tym utwór tytułowy. Kluczem doboru piosenek była tematyka komputerowa (Żal robota, Sobie sieć) i podróżnicza (Powrót brata, Długa droga na szczyt, Paszoł), ale pojawia się także zabawa słowem (Mortadela), a nawet – jak zwykle ironiczna – odpowiedź na pytanie, jak osiągnąć sukces w branży muzycznej (Recepta na sukces). Całość łączy jednolite brzmienie, zabawy dźwiękiem. Duży wpływ na kształt płyty miał muzyk Zbigniew Łapiński.

## Lista utworów
1. „Powrót brata” (J. Bojakowski / K. Sienkiewicz)
2. „Długa droga na szczyt” (K. Sienkiewicz)
3. „Podróżnicze sny” (K. Sienkiewicz)
4. „Zapobiegać biegać” (J. Wąsowski)
5. „Być jednym z nich” (trad. / K. Sienkiewicz)
6. „Paszoł” (K. Sienkiewicz)
7. „Żal robota” (J. Bojakowski / K. Sienkiewicz)
8. „Sobie sieć” (K. Sienkiewicz)
9. „Recepta na sukces” (J. Sienkiewicz)
10. „Ulotnicy” (J. Bojakowski / K. Sienkiewicz)
11. „Przyśpiewka zgrzewka” (K. Sienkiewicz)
12. „Ostrzegawczy blues” (K. Sienkiewicz)
13. „Mortadela” (K. Sienkiewicz)
14. „A my żegnamy” (J. Wąsowski)
15. Autorski teledysk do piosenki „Powrót brata” (scenariusz i reżyseria Krzysztof Sukiennik)

## Wykonawcy
- Kuba Sienkiewicz – gitara rytmiczna, gitara klasyczna, gitara elektryczna, melodyka, śpiew
- Jacek Wąsowski – gitara solowa, gitara elektryczna, gitara dobro, banjo, mandolina, melotron, sample, instrumenty perkusyjne, programowanie
- Zbigniew Łapiński – instrumenty klawiszowe
- Tomasz Grochowalski – gitara basowa
- Dariusz Łapiński – wiolonczela, akordeon
- Jarosław Kopeć – perkusja, instrumenty perkusyjne
- Michał Ostaszewski – trąbka
- Henryk Majewski – trąbka